# GOLDEN☆BEST 南沙織 筒美京平を歌う
『GOLDEN☆BEST 南沙織 筒美京平を歌う』（ゴールデン ベスト みなみさおり つつみきょうへいをうたう）は、シンシア（南沙織）のベスト・アルバム。2002年6月19日発売。発売元はSony Music House（現：Sony Music Direct）。規格品番：MHCL-113/4。

## 解説
様々なレコード会社が参加してシリーズ化している "ゴールデン☆ベスト" において、ソニーレコード系列から第1弾として発売されたタイトルのひとつ。当時はまだCD化されていなかった楽曲が計7曲収録された。
"ゴールデン☆ベスト" シリーズでは、本作品以外にも『筒美京平を歌う』というコンセプトで制作されているが、その第1弾が本作品である。南沙織・シンシア名義のシングルA面／B面に収録された全筒美作品がシングル・バージョンで収録されている（ディスク1全曲と、ディスク2の11曲目まで）。
ディスク2の後半7曲（M-12から18）は、16枚目のアルバム『午後のシンシア』（1977年4月1日発売、25AH-160）と、19枚目のアルバム『Simplicity』（1978年10月1日発売、25AH-553）に収録されていた楽曲の初CD化。なお、このアルバム2作品は2004年から2005年の間に、ソニーレコードの復刻企画「オーダーメイドファクトリー」でアルバム単位での完全CD化が実現している。
ジャケット写真は、3枚目のシングル「ともだち」（1972年2月1日発売、SONA86215）のジャケット写真の別カット。歌詞ブックレットには、南沙織が筒美京平から受けた提供曲一覧と、それぞれの楽曲の収録アルバムが記載がされている。
2009年8月19日には、特殊なCDプレーヤーを購入することなく高音質再生が可能、と喧伝されているブルースペックCD（Blu-spec CD）フォーマット盤（MHCL-20072/3）が初回生産限定で発売された。

## 収録曲

### Disc.1
1. 17才（2:46）
  - 『第22回NHK紅白歌合戦』歌唱曲。
  - 女性ヤングアイドルのエポックメーキング、デビュー曲。
2. 島の伝説（2:36）
3. 潮風のメロディ（3:29）
4. なぜかしら（2:06）
5. ともだち（3:08）
6. いつか逢うひと（2:46）
7. 純潔（3:03）
  - 『第23回NHK紅白歌合戦』歌唱曲
8. 素晴らしいひと（2:46）
9. 哀愁のページ（2:48）
10. 美しい娘たち（2:55）
11. 早春の港（2:50）
12. 魚たちはどこへ（2:22）
13. 傷つく世代（2:38）
14. 昨日の街から（2:45）
15. 色づく街（2:50）
  - 『第24回・第42回NHK紅白歌合戦』歌唱曲
16. 秋の午後（3:30）
17. ひとかけらの純情（3:05）
18. 透き通る夕暮れ（2:49）
19. バラのかげり（3:13）
20. この街にひとり（3:00）
21. 夏の感情（2:41）
  - 『第25回NHK紅白歌合戦』歌唱曲
22. 愛の序曲（3:30）
23. 夜霧の街（3:13）
24. 青春が終る日（3:14）

全作曲: 筒美京平
全作詞: 有馬三恵子（M-10は補作詞）

### Disc.2
1. 女性（3:01）
2. 人のあいだ（3:09）
3. 想い出通り（2:34）
4. ご無沙汰（4:00）
5. ひとねむり（3:25）
6. ゆれる午後（3:31）
7. 春の愁い（3:41）
8. Ms. （ミズ）（3:54）
9. さよならにかえて（4:01）
10. ファンレター ‐SO GOOD SO NICE‐（Remix version）（5:27）
11. よろしく哀愁（4:59）
12. 目の中の春（3:19）
13. あの手この手（3:12）
14. ふたり淋しがりや（4:36）
15. あとずさりする月日（3:31）
16. もう一人（3:40）
17. ハロー・シャンペン（3:09）
18. しなやかなケ・ダ・モ・ノ（3:38）

全作曲: 筒美京平
全作詞: 有馬三恵子（except M-5: 落合恵子、M-10: 阿久悠、M-11: 安井かずみ）

## 関連作品
筒美作品のみ収録された作品
- ギフトパック 南沙織 -1972年版-
- 早春のハーモニー
- クローバー・シリーズ 早春の港
- 20才まえ
- ギフトパック 南沙織 -1973年版-
- クローバー・シリーズ バラのかげり / ひとかけらの純情
- クローバー・シリーズ 17才 / 純潔
- クローバー・シリーズ 色づく街 / 哀愁のページ
- 午後のシンシア
- DREAM PRICE 1000 南沙織 17才
- TSU-TSU MIX 南沙織